# Capraita spilonota
Capraita spilonota är en skalbaggsart som först beskrevs av Blake 1927.  Capraita spilonota ingår i släktet Capraita och familjen bladbaggar. Inga underarter finns listade i Catalogue of Life.